# Mastzellaktivierungssyndrom
Das Mastzellaktivierungssyndrom (MCAS) ist eine Form einer Mastzellaktivierungserkrankung (MCAD: mast cell activation disease). Es handelt sich um eine immunologische Erkrankung, bei der Mastzellen unangemessen und übermäßig Mediatoren freisetzen, was zu einer Reihe chronischer Symptome führt, die manchmal auch Anaphylaxie oder anaphylaktische/anaphylaktoide Schocks umfassen. Zu den Hauptsymptomen zählen kardiovaskuläre, dermatologische, gastrointestinale, neurologische und respiratorische Beschwerden.
Im Gegensatz zur Mastozytose, einer anderen Form des MCAS, bei der Patienten eine pathologisch erhöhte Anzahl an Mastzellen aufweisen, besitzen Patienten, die unter einem MCAS leiden, nicht immer eine erhöhte Zahl an Mastzellen (verteilt oder in dichten Nestern). Die Mastzellen bei MCAS verhalten sich aber hyperaktiv und schütten unangemessen viele Mediatoren aus. Beide Erkrankungen gleichen sich in der Auswirkung auf den Körper, Symptomatik und Therapie, haben aber unterschiedliche Diagnosekriterien. MCAS ist eine derzeit nur kaum verstandene Erkrankung und aktueller Gegenstand der Forschung.
Oft tritt MCAS gemeinsam mit dem Ehlers-Danlos-Syndrom Typ III (EDS Typ III), dem Posturalen orthostatischen Tachykardiesyndrom (POTS) und der Myalgischen Enzephalomyelitis/Chronisches Fatigue-Syndrom (ME/CFS) auf.
Eine Assoziation zwischen MCAS und Patienten mit einer Immunschwäche wurde bisher nicht festgestellt, daher weisen Patienten mit einer Immunschwäche auch keine erhöhte Wahrscheinlichkeit auf, eine Mastzellaktivierungserkrankung zu entwickeln.

## Symptome
MCAS ist eine Erkrankung, die mehrere Organsysteme betrifft (systemische Erkrankung), wobei sich die Beschwerden meist entzündlich äußern. Die Symptome kommen und gehen und können sowohl in ihrer Intensität sowie auch Dauer variieren. Viele Symptome entsprechen denen der Mastozytose, da beide Erkrankungsbilder aus einer übersteigerten Freisetzung von Mastzellen-Mediatoren im Organismus resultieren.
Viele Symptome überlappen sich auch mit dem Krankheitsbild der wiederkehrenden idiopathischen Anaphylaxie. Darüber hinaus treten auch andere bezeichnende Symptome auf, insbesondere Ausschläge sowie Angioödeme.
Häufige Symptome
- Dermatologisch
  - Flush / Hautrötung
  - Hautausschläge
  - Neigung zu Blutergüssen
  - entweder rötliche oder blasse Gesichtsfarbe
  - Juckreiz
  - brennendes Gefühl / Missempfindungen (Parästhesien)
  - Dermographismus
- Kardiovaskulär
  - Benommenheit
  - Schwindel
  - Präsynkopen, Synkopen
  - Arrhythmien
  - Tachykardien
- Gastrointestinal
  - Durchfall
  - Verstopfung
  - Krämpfe und Unwohlsein
  - chronische Blasenentzündung
  - oft Gewichtsverlust, aber auch Gewichtszunahme
  - Brennen in Blase und Harntrakt (Interstitielle Zystitis)
  - Übelkeit, Erbrechen
  - Schluckbeschwerden, Engegefühl im Hals
- Muskuloskelettal
  - Muskelschmerzen
  - Knochenschmerzen
  - Osteoporose[11][12][13]
  - Nervenschmerzen (neuropathische Schmerzen)
- Neurologisch
  - Hirnnebel (Brain Fog)
  - Störungen der Funktion des Kurzzeitgedächtnisses
  - Wortfindungsstörungen
  - Kopfschmerzen
  - Migräne
  - Trigeminusneuralgie
- Respiratorisch
  - verstopfte Nase, Husten, Kurzatmigkeit, Asthma
  - nicht-allergische Rhinitis mit eosinophilem Syndrom (NARES)[14]
  - obstruktive Schlafapnoe
- Ophthalmologisch (Sicht)
  - Augenbeschwerden, Konjunktivitis
  - Rötung
- Psychisch
  - Komorbide psychiatrische und verhaltensbedingte Symptome als Folge der Freisetzung von Mastzellmediatoren im Gehirn (Angst, Depression, Stimmungsschwankungen usw.)
- Konstitutionell
  - generalisierte Erschöpfung und Krankheitsgefühl
  - Schlafstörungen
  - Nahrungsmittel-, Arzneimittel- und Chemikalienallergien oder Intoleranzen (besonders Duftstoffe)
  - Kälte- und Wärmeintoleranz

Anaphylaxie
Wenn zu viele Mastzell-Mediatoren im Körper des Betroffenen freigesetzt werden, können auch Anaphylaxien entstehen, welche diese Symptome hervorrufen:
- Atembeschwerden
- juckende Ausschläge (Nesselsucht)
- Flush/Erröten oder blasse Haut
- Gefühl von Hitze
- schwacher oder beschleunigter Puls
- Übelkeit, Erbrechen, Durchfall
- Schwindel und Ohnmacht

Trigger
Symptome können durch Trigger ausgelöst oder verschlimmert werden, welche erheblich variieren und patienten-spezifisch sind. Zu den häufigsten Triggern zählen:
- bestimmte Nahrungsmittel oder Getränke (besonders Alkohol und Nahrungsmittel, die viel Histamin enthalten)
- Histaminliberatoren (auch in Form von Nahrungs-Zusatzstoffen, wie z. B. Sulfiten)
- Temperaturextreme und -wechsel (Hitze, Kälte, Sauna etc.)
- Gerüche in der Luft (einschließlich Parfüm oder Rauch)
- körperliche Betätigung oder Anstrengung (z. B. Sport, Gartenarbeit)
- emotionaler Stress
- hormonelle Veränderungen (vor allem während der Adoleszenz, Schwangerschaft oder Menstruation)

## Ursachen
Die genaue Pathogenese der Erkrankung (Entstehungsursachen) ist derzeit nicht bekannt. Bei einigen Patienten scheint der Zustand vererbt zu sein. MCAS kann außerdem nach einer Infektion als Ausprägung eines postakuten Infektionssyndroms auftreten.
Symptome des MCAS werden durch die unangemessene und übermäßige Ausschüttung von Mediatoren aus Mastzellen verursacht. Zu den Mediatoren zählen z. B. Leukotriene oder Histamin. Die Erkrankung kann mild verlaufen und sich plötzlich, durch gravierende Lebensereignisse (z. B. Unfälle, Operationen, Traumata, außergewöhnliche psychische Belastungen) stark verschlechtern. In anderen Fällen kommt es zu einer stetigen Verschlechterung der Symptome über längere Zeit.

## Diagnose
MCAS ist aufgrund seiner heterogenen Symptome oft nicht einfach zu diagnostizieren. Darüber hinaus sind nicht alle Beschwerden in vollem Ausmaß durchgängig vorhanden, was die Diagnose zusätzlich erschwert. Eine weitere Herausforderung ist der Umstand, dass viele Symptome uneindeutig oder vage erscheinen. Die multisystemische Natur der Erkrankung führt dazu, dass Patienten oft bei Spezialisten verschiedener Fachrichtungen vorstellig werden. Meist erhalten sie so lange keine Diagnose, bis ein Diagnostiker ihre vielen verschiedenen Beschwerden als zusammenhängend betrachtet.
Mastzellaktivierungsstörungen wurden im Oktober 2016 in den USA ein ICD-10-Code zugeordnet (D89.40 zusammen mit den Subtypen-Codes D89.41-43 sowie D89.49). Im deutschen ICD10 gibt es diese Ziffer bisher nicht. Im Entwurf des deutschen ICD-11 ist das MCAS nicht namentlich erwähnt, allerdings findet sich unter der Ziffer 4A84.6 eine Anaphylaxie als Folge einer Mastzellstörung.
Obwohl es verschiedene publizierte diagnostische Kriterien gibt, ist es üblich, die folgenden häufig angewandten Kriterien zur Diagnose anzuwenden:
1. Vorhandensein von Symptomen, die durch wiederkehrende bzw. dauerhafte Freisetzung von Mediatoren aus Mastzellen (Degranulation) entstehen: z. B. wiederholte abdominelle Schmerzen, Durchfall, Flush, Juckreiz, verstopfte Nase, Husten, Engegefühl in der Brust, Giemen, Benommenheit (gewöhnlich ist eine Kombination einiger dieser Symptome vorhanden)
2. Laborchemischer Nachweis von Mastzellmediatoren (erhöhte Serum-Tryptase, N-Methylhistamin, Prostaglandin D2 oder 11beta-Prostaglandin F2alpha, Leukotriene E4 sowie weitere)
3. Verbesserung der Symptome durch die Anwendung von Medikamenten, die die Freisetzung von Mediatoren hemmen oder den Abbau fördern.[4]

Der laborchemische Nachweis von Mediatoren ist oft schwierig bei MCAS. Ein Fehlen von erhöhten Werten darf nicht zum Ausschluss von MCAS verleiten. Der Tryptasewert – welcher bei Mastozytose oft erhöht ist – ist bei an MCAS leidenden Patienten meistens unauffällig. Stufenbiopsien in Magen- und Darmtrakt können manchmal eine erhöhte Anzahl von Mastzellen aufweisen.
Wichtiger Teil der MCAS-Diagnostik muss eine ausführliche und genaue Differentialdiagnostik sein. Eine Mastzellaktivierung kann auch das Resultat einer anderen zugrundeliegenden Krankheit sein (sekundäre Mastzellaktivierung).
Die WHO hat bisher keine diagnostischen Kriterien veröffentlicht.

## Behandlung
Am häufigsten werden folgende Medikamente eingesetzt:
- Mastzellstabilisatoren,[9] einschließlich Dinatriumchromoglycat/Chromoglicinsäure, sowie natürliche Mastzellstabilisatoren wie zum Beispiel Quercetin[19][20],
- H1-Antihistaminika,[9] wie Cetirizin, Ketotifen, Fexofenadin oder Loratadin,
- H2-Antihistaminika,[9] wie Ranitidin oder Famotidin,
- Anti-Leukotriene (Leukotrienantagonisten),[9] wie Montelukast oder Zileuton (keine Zulassung), sowie natürliche Produkte (wie z. B. Kurkuma oder Echtes Johanniskraut),
- nichtsteroidale Antirheumatika (NSAR) wie Aspirin können bei einigen Patienten die Entzündungen reduzieren, bei anderen wiederum können sie schwerwiegende Reaktionen auslösen.[8]

Füllstoffe, Bindemittel sowie Farbstoffe in Medikamenten lösen häufig Beschwerden bei den Patienten aus. Ursache sind nicht unbedingt die aktiven Wirkstoffe, sondern die genannten Zusatzstoffe. Daher sollten bei Medikamenten-Unverträglichkeiten alternative Zusammensetzungen anderer Hersteller sowie individuelle Rezepturanfertigungen in Betracht gezogen werden.
Veränderungen der Lebensweise können notwendig werden. Vermeidung von Triggern ist dabei von fundamentaler Wichtigkeit. 
MCAS-Patienten können auf jede mögliche neue Exposition von Stoffen reagieren, einschließlich Nahrungsmitteln, Getränken, Medikamenten, Mikroben sowie Rauch, durch Inhalation, eine Einnahme oder lediglich durch Berührung.
Eine histaminarme Diät sowie andere Eliminationsdiäten können helfen, Nahrungsmittel zu identifizieren, die Beschwerden triggern oder eine Verschlechterung von Symptomen hervorrufen. Viele MCAS-Patienten weisen bereits einen hohen endogenen (körpereigenen) Histaminspiegel auf. Daher ist die Zufuhr von histaminreichen Lebensmitteln oder Histaminliberatoren ungünstig, sie kann zur Verschlimmerung von Symptomen wie Vasodilatation führen, welches zu Ohnmacht und Herzklopfen führen kann.

## Prognose
MCAS ist derzeit nicht heilbar. Bei den meisten Patienten variieren die Symptome im Laufe der Zeit, bei vielen stellt sich über die Jahre eine generelle Verschlimmerung ein (Progredienz der Erkrankung). Die Lebenserwartung von MCAS-Patienten scheint normal zu sein, jedoch kann die Lebensqualität erheblich beeinträchtigt sein. Die Bandbreite reicht von milden Beschwerden bis hin zu schwersten Beeinträchtigungen. Einige Patienten sind derart schwer betroffen, dass sie durch die Erkrankung schwerbehindert sind und arbeitsunfähig werden.

## Epidemiologie
Das Mastzellaktivierungssyndrom ist eine relativ neue Diagnose, welche erstmals 2007 benannt wurde. Experten vermuten, dass die Erkrankung unterdiagnostiziert ist („vermutlich relativ häufig [mit] offensichtlich zunehmender Prävalenz“).

## Geschichte
Die Erkrankung wurde seit Jahrzehnten in der Literatur erwähnt und über die Existenz spekuliert; diagnostische Kriterien schlug man jedoch erstmals 2010 vor. Die Hypothese zur Existenz der Erkrankung wurde von dem Pharmakologen John Oates und Jack Roberts von der Vanderbilt-Universität im Jahre 1991 postuliert. Die Namensgebung erfolgte im Jahr 2007, im Anschluss an eine Beweisführung, die Sonneck et al. und Akin et al. publizierten.